# オンラインカウンセリング

## オンラインカウンセリングとは
オンラインカウンセリング（英: Online counseling）とは、インターネットを通じた、専門家による心の健康のためのカウンセリングサービスの提供を指す。サービスは一般的に電子メール、同時チャット、ビデオ会議によって提供される。クライエントの一部はオンラインカウンセリングを伝統的な精神療法と併せて利用しており、また、オンラインカウンセリングをオフィス訪問の代わりに利用するクライエントの数は年々増大している。
ここ35年以上にわたって、いくつかの形の電話カウンセリングが利用可能になった一方で、インターネットを通じたビデオチャットシステムの登場とブロードバンドの加速度的拡大は、オンラインセラピーへと向かう増大する潮流を生む結果となっている。クライエントは専門の心理士との対面での面接の代わりに、あるいはそれに加え、ビデオ会議、ライブチャット、電子メールを利用している。
国土が広い北米を中心に普及しつつあるが、近年日本国内でも、ビデオカウンセリングとメッセージカウンセリングを提供しているKimochi（キモチ）、cotree（コトリー）、Webサイトとアプリでビデオとメッセージのオンラインカウンセリングを提供する「うららか相談室」、ダイレクトオンラインカウンセリングを特徴とする「ココロの窓口」、SNSコーチングを主軸とする実践サイコロジー研究所、子どもの不登校に関する保護者相談に特化した「不登校なんでも相談室」をはじめ、いくつかの企業が登場し、サービスの提供を始めている。
多くの人が「心の健康」を求めているにもかかわらず、日本では、カウンセリングの市場が育っていない。カウンセリングが身近なものではなく、利用するのに抵抗感を抱いてしまうのが要因だ。そうした状況を変えるために、オンラインカウンセリングは一助を担えるのではないかと期待されている。